# Khoon Meng Wong
Khoon Meng Wong ( * 1954 -) es un botánico, pteridólogo, y taxónomo malayo, especializado, entre otras, con la familia Loganiaceae, en los géneros Fagraea. Desarrolla actividades académicas en el "Instituto de Investigación Forestal" de Kepong, Malasia
Obtuvo tanto su M.Sc. como su Ph.D. en la Universidad de Malasia. Y ha trabajado en conjunto con botánicos del Royal Botanic Gardens, Kew.

## Algunas publicaciones
- 1984. A revision of Rennellia (Rubiaceae) in the Malay Peninsula. Volumen 37, Parte 2 de Gardens' bulletin, Singapore. Ed. Government Printing Office. 6 pp.
- 1983. On the nature of leaf-opposed inflorescences in Aidia cochinchinensis (Rubiaceae). Volumen 36, Parte 2 de Gardens' bulletin, Singapore. Ed. Government Printing Office. 4 pp.

### Libros
- 1990. In Brunéi forests: an introduction to the plant life of Brunei Darussalam. Borneo natural heritage series. 108 pp.
- v.j.r. Ramos, khoon meng Wong, c.b. Padolina. 1989. Proceedings of the Timber Protection Seminar, Bandar Seri Begawan, Brunei Darussalam, 15-16 November, 1988. Ed. Forestry Dept. 97 pp.

- La abreviatura «K.M.Wong» se emplea para indicar a Khoon Meng Wong como autoridad en la descripción y clasificación científica de los vegetales.[2]